# Carex alopecoidea
Carex alopecoidea är en halvgräsart som beskrevs av Edward Tuckerman. Carex alopecoidea ingår i släktet starrar, och familjen halvgräs. Inga underarter finns listade i Catalogue of Life.